# Makabi Kalisz
Makabi Kalisz (Żydowskie Towarzystwo Gimnastyczno-Sportowe „Makabi” w Kaliszu) – nieistniejący, polski wielosekcyjny klub sportowy z Kalisza, zrzeszający w swoich szeregach sportowców pochodzenia żydowskiego. 

## Historia klubu

### Początki
Plany powołania Towarzystwa Sportowego dla młodzieży żydowskiej powstały w 1912 roku z inicjatywy pracowników lokalnych fabryk, którzy szukali sposobu, by aktywnie wypoczywać po pracy. Pierwsze zebranie organizacyjne odbyło się jeszcze w tym samym roku. Wówczas z grupy około trzydziestu osób wybrano komisję w składzie: Wolf Goldberg, Cymer Efroim, Józef Majzner, Rachmiel i Ide Załme. Komisja ta podjęła się  zadania legalizacji klubu. Za sprawą Majznera ideą Towarzystwa Sportowego zainteresował się lokalny bankier Herman Landau. Landau wraz z przemysłowcami Adolfem Handwurclem i Markusem Holcem postarali się o formalną rejestrację.

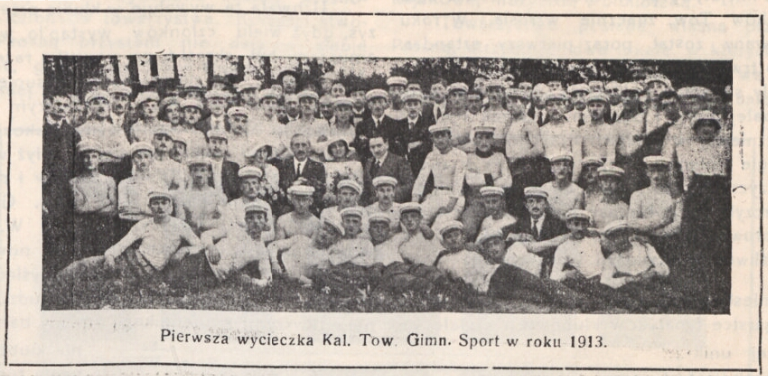
Pierwsza wycieczka Kaliskiego Towarzystwa Gimnastyczno-Sportowego

Klub oficjalnie rozpoczął działalność w 1913 roku. Na pierwszym walnym zgromadzeniu, w którym ucczetniczyło  ok. setki członków,  został wybrany zarząd klubu. Pierwszym prezesem został Ladnau, jego zastępcą wybrano A. Handwurcla. Sekretarzem został Leon Dancygier, skarbnikiem J.M. Kujawski. Pierwsza salę treningową Towarzystwo wynajmuje przy ulicy Krótkiej. Pierwszą dyscypliną trenowaną w ŻTGS była gimnastyka. Wybuch I Wojny Światowej zawiesza działalność Towarzystwa.

### Rozkwit klubu
Wybuch pierwszej wojny światowej nie zastopował na długo działalności Towarzystwa Sportowego. Już w 1915 roku grupa byłych członków ponownie zaczęła organizować struktury klubu, który w tamtym okresie poza działalnością sportową prowadził działalność kulturalno-oświatową.Ponowną legalizację uzyskano w 1916 roku. W krótkim czasie ilość członków ŻTGS osiąga liczbę około sześciuset osób. W 1918 wewnątrz klubowa opozycja przeforsowała zmianę barw klubowych, które od tamtego czasu zostały ustalone na biało-zielone. Odzyskanie przez Polskę niepodległości sprawiło, że klub ponownie musiał ubiegać się o legalizację. Za sprawą ówczesnego prezesa A. Frydego i sekretarza M. Ajzenberga udało się zalegalizować klub w wolnej Polsce. Od tego momentu klub oficjalnie nazywał się "Kaliski Żydowski Klub Gimnastyczno-Sportowy". W 1922 roku działalność Towarzystwa powiększono o sekcje piłkarską (którą zasilili zawodnicy byłego klubu "Samson") i lekkoatletyczną. Poza nowymi sekcjami z inicjatywy A. Grossa w klubie od 1921 roku zaczyna działać orkiestra dęta.

### Kryzys i powstanie Makabi Kalisz

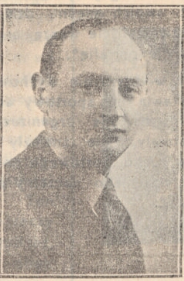
Leon Sytner

Pierwszy kryzys rozpoczął się w 1924 roku. Wówczas w klubie zaczęły się ścierać dwa obozy: zwolennicy Poalej Syjon i zwolennicy Bundu. Walki te spowodowały częste zmiany w zarządzie klubu. Efektem tego był spadek ilości członków oraz widmo bankructwa w 1926 roku. Lekiem na dotychczasowy kryzys jest zmiana pokoleniowa. Dotychczasowych "starych" działaczy zastępuje fala młodych, pełnych energii fanatyków klubowych. Zwieńczeniem uzdrowienia sytuacji w klubie było wysłanie po raz pierwszy  kandydatów na kursy sportowe do Poznania. W klubie powstają kolejne sekcje: bokserska i tenisa stołowego. Następnie przebudowany zostaje klubowy lokal, dzięki czemu po raz pierwszy w historii klubu zostaje zbudowana sala gimnastyczna ze specjalistycznym sprzętem i szatniami. W 1930 roku ponownie następuje zmiana barw. Przewagą jednego głosu dotychczasowe biało-zielone stroje zastępują biało-niebieskie barwy. Następnym krokiem było połączenie ŻTGS z Żydowskim Klubem Sportowym "Hakoah". Efektem tej fuzji było powstanie 20 stycznia 1932 roku Żydowskiego Towarzystwa Gimnastyczno-Sportowego "Makabi".

### Ostatnie lata
Połączenie i zmiana barw początkowo wpływa pozytywnie na działalność nowo powołanego Makabi Kalisz. Jednak po kilku miesiącach sytuacja zaczęła się pogarszać. Dotychczasowi zwolennicy fuzji i zmiany barw zaczynają się odsuwać od klubu. Będąc wciąż czynnymi członkami Towarzystwa nie uiszczali składek członkowskich, które w tamtym okresie były głównym źródłem dochodu klubu. Efektem tego było kolejne problemy finansowe.Skutkiem tego było spotkanie zarządu na temat sensu dalszego istnienia klubu. Mimo trudnej sytuacji zarząd postanowił kontynuować działalność. Lekiem na problemy klubu było otwarcie przystani nad Prosną, która umożliwiała trenowanie sportów wodnych, które zaczęły zdobywać popularność w Kaliszu. W 1933 roku wydzierżawiono teren, który został ogrodzony i stanowił zalążek przystani  wioślarskiej w Kaliszu. Dzięki opłatom za możliwość korzystania z przystani sytuacja finansowa klubu szybko uległa poprawie. Również dzięki temu udało się w  1935 roku pobudować budynek, który pomieścił szatnie, bufet i kancelarię klubu. Poprawa sytuacji klubu zwiększyła liczbę członków do ośmiuset osób.  Pierwszym i zarazem ostatnim prezesem Makabi Kalisz był Leon Sytner. W 1937 roku liczba do klubu należało 1237 osób, natomiast roczne wpływy wynosiły ponad 9200 ówczesnych złotych. Wraz z wybuchem II Wojny Światowej Makabi Kalisz zawiesiło działalność, która nigdy nie została wznowiona.

## Sekcje

### Sekcja gimnastyczna
Pierwszą sekcją nowo utworzonego Towarzystwa została sekcja gimnastyczna. W początkowym okresie jedynymi zajęciami były lekcje gimnastyki szwedzkiej prowadzone raz w tygodniu przez prof. Edelszteina z Łodzi. W sumie w zajęciach brało udział około 120 osób, podzielonych na kilka grup. Rozpoczęcie pierwszej wojny światowej zahamowało rozwój ŻTGS, które po ponownej legalizacji wróciło do dawnej działalności w 1916 roku. W tym samym roku po raz pierwszy w swojej krótkiej historii Towarzystwo organizuje, przy ul. Majkowskiej, pierwszy pokaz gimnastyczny, który przyciąga rzeszę widzów. Zakończenie działań wojennych przynosi rozkwit Towarzystwa, które jest regularnie zasilane nowymi członkami. W 1918 roku po raz pierwszy prezentują swoje umiejętności członkinie Towarzystwa pod przewodnictwem pani Bielinke. 17 grudnia 1937 roku sekcja gimnastyczna osiąga swój największy sukces zdobywając w Łodzi puchar Światowego Związku Makabi. W 1938 roku liczebność sekcji gimnastycznej wynosiła przeszło sto osób.

### Sekcja piłkarska

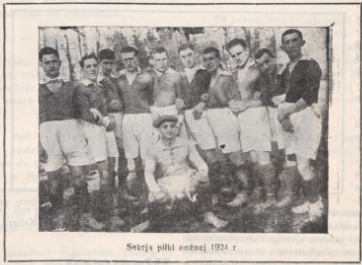
Sekcja piłkarska ŻTGS w Kaliszu, 1924 rok

Początek sekcji piłkarskiej Żydowskiego Towarzystwa Gimnastyki-Sportowej datuje się na 1922 rok. Wtedy to członkowie klubu piłkarskiego "Samson" zasilają szeregi ŻTGS tworząc sekcję piłkarską. Sam klub "Samson" powstał w 1920 roku z inicjatywy I. Zajfa, N. Fogela i M. Rozenbluma. Był to drugi w mieście piłkarski klub żydowski(pierwszym była założona w 1917 roku "Jardenia"). Wkrótce po założeniu, ze względu na złą sytuację materialną, członkowie klubu "Samson" rozpoczęli starania o dołączenie do ŻTGS, co udało im się w 1922 roku. Ówczesny skład sekcji piłkarskiej to: Adler, Dreher, Goldberg, Glass, Kempiński, Lewkowicz, Nagórski, Szurek, Świętowicz, Wartski i Zajf.

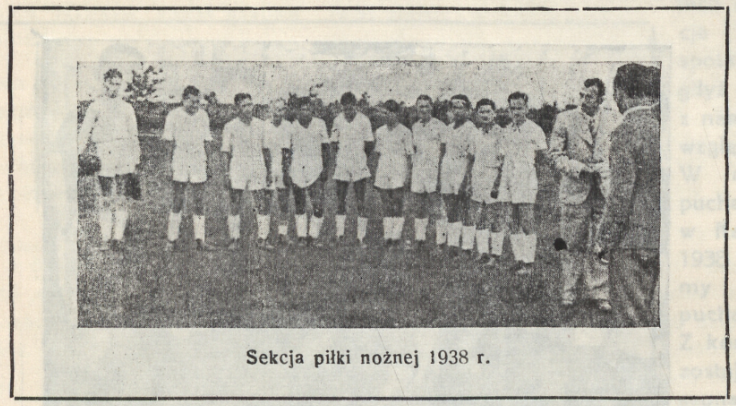
Sekcja piłkarska Makabi Kalisz w 1938 roku

W 1927 roku na skutek konfliktów wewnętrznych dotychczasowe rezerwy klubu odłączyły się tworząc nową żydowską drużynę piłkarską w Kaliszu. Nowy klub przyjął nazwę Żydowski Klub Sportowy "Hakoah". Rozdrobnienie drużyny, plus zakaz należenia młodzieży szkolnej do klubów sportowych(oba kluby opierały się w głównej mierze na zawodnikach w wieku szkolnym), spowodowały obniżenie poziomu sportowego obu drużyn, co w następstwie spowodowało problemy finansowe zarówno sekcji piłkarskiej ŻTGS jak i Hakoahu. Efektem tego jest połączenie się obu drużyn w 1932 roku. Efektem tej fuzji było powstanie Makabi Kalisz, który aż do wybuchu wojny był największym klubem żydowskim w Kaliszu. Skład w 1932 roku: Mansfeld, Kohn, Szajkiewicz, Messing, Kott, Zalc, Boraks, Eliasiewicz, Grinszpan, Janasowicz, Topper, Lipinski. 

### Sekcja lekkoatletyczna
Początkowo sekcja lekkoatletyczna nie działała zbyt prężnie. Przełomem jest rok 1929. Wtedy I. Zaif, który był świeżo po kursie lekkiej atletyki w Poznaniu, wprowadził nowe zasady funkcjonowania sekcji lekkoatletycznej. Na efekty długo nie trzeba było czekać. Początek lat 30. to pierwsze sukcesy kobiecej sekcji lekkiej atletyki. Połączenie z Hakoahem w 1932 roku zwiększa liczbę członków, która w niedługim czasie dochodzi do 40 osób. W 1933 na Mistrzostwach Łódzkiego Okręgu Związku Makabi w Pabianicach drużyna Makabi Kalisz zajmuje trzecie miejsce w ogólnej klasyfikacji punktowej. W roku następnym sekcja lekkiej atletyki zostaje drużynowymi wicemistrzami Kalisza. 

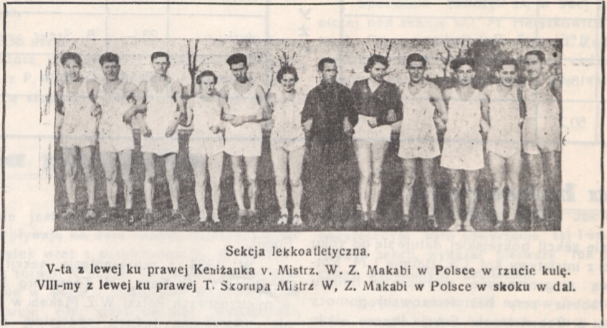
Sekcja lekkoatletyczna Makabi Kalisz

Największy sukces lekkiej atletyki osiągnęła w 1937 roku. Na Mistrzostwach Polski Związku Makabi zawodnicy Makabi Kalisz osiągają następujące sukcesy:
- L. Sztajer został mistrzem Polski w biegu na 400 i 800 metrów,
- Sztafeta kobiet została mistrzyniami Polski w sztafecie 4x100 metrów,
- T. Skorupa został mistrzem Polski w  skoku dal oraz zajął trzecie miejsce w biegu na 200 metrów,
- Ch. Graumanówna zajęła drugie miejsce w biegu na 800 metrów,
- B. Keniżanka zajęła drugie miejsce w konkursie pchnięcia kulą,
- F. Waksówna zajęła trzecie miejsce w biegu na 60 metrów.

### Sekcja muzyczna

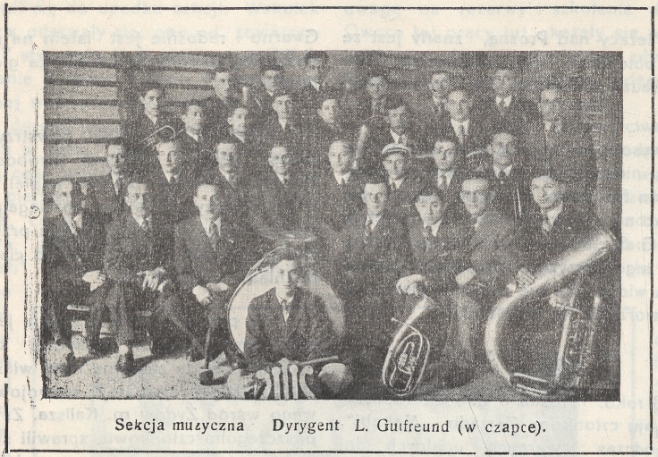
Orkiestra dęta Makabi Kalisz

W 1921 z inicjatywy A. Grossa, J. Lustiga, H. Kaffemana, Sz.Perlego i J.Zelwera powstaje klubowa orkiestra. Instrumenty zakupiono w Kutnie od zlikwidowanej miejscowej orkiestry. Pierwszym dyrygentem został B. Witkowski. Nowo powstała sekcja liczyła 17 osób. Od początku sekcja muzyczna jest aktywnym członkiem Towarzystwa, biorąc udział we wszystkich wycieczkach i wystąpieniach oraz biorąc udział w uroczystościach w pobliskich miejscowościach. W 1928 roku dochodzi do zmiany na stanowisku dyrygenta, Witkowskiego zastępuje Zgliński. Niedługo potem dochodzi do rozłamu w orkiestrze, część muzyków odchodzi. Na szczęście rozłam jest krótkotrwały, jednak pociąga on za sobą kolejną zmianę dyrygenta. Zglińskiego zastępuje Sz. Baum, który pozostaje na tej pozycji aż do 1932 roku. Ostatnim znanym dyrygentem był L. Gutfreund pod którego batutą orkiestra pozostawała od 1932 do co najmniej 1938 roku.

### Sekcja bokserska

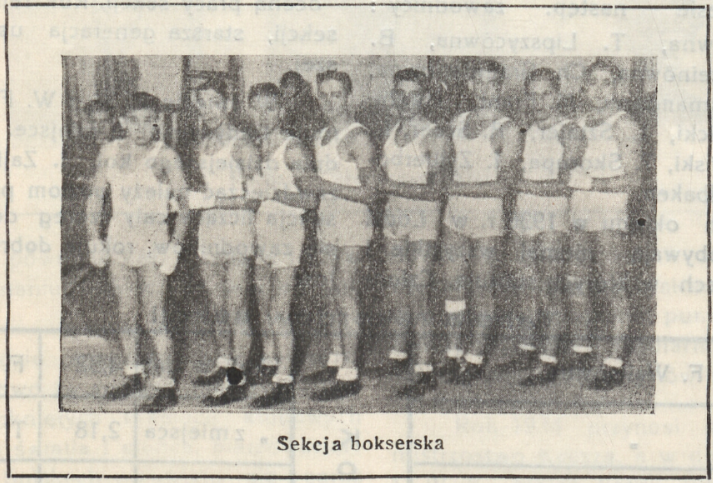
Sekcja bokserska Makabi Kalisz

Początki sekcji bokserskiej sięgają  1930 roku. Wtedy to Ch.Baum i M. Rotbart organizują pierwsze lekcje boksu. Instruktorem jest p. Sobański. Niedługo potem zostaje utworzona sekcja bokserska, która w tamtym okresie liczyła 12 osób. W 1932 roku w pierwszych Mistrzostwach Kalisza w boksie jeden zawodnik ŻTGS dochodzi do finału. Preger przegrywa jednak w finale wagi półśredniej z Gallusem z UKS Kościuszki. W drugiej edycji, rok później, trzech zawodników Makabi wygrało zmagania w swoich kategoriach wagowych. Byli to Karo, Torenberg i Fogel. W 1934 roku Karo i Torenberg wraz z Rotbartem biorą udział w mistrzostwach Polski Związku Makabi, jednak nie odnieśli żadnych sukcesów. W 1935 roku na Mistrzostwach Łódzkiego Okręgu Związku Makabi trzech zawodników zajmuje pierwsze miejsca w swoich kategoriach wagowych, byli to: G. Karo, D. Adler, M. Topper. W tym samym roku na Mistrzostwach Kalisza kilku zawodników Makabi Kalisz wygrywa w swoich kategoriach. Ostatni znany skład drużyny (1938 rok) stanowili: M. Jakubowicz, D. Adler, I. Szpringer, G. Jakubowicz, G. Karo, J. Fuchs i A. Jakubowicz.

### Sekcja tenisa stołowego
Sekcja ping-ponga została założona w 1927 roku. Organizatorem sekcji był H. Oppenheim. Sekcja już rok później liczyła około 30 zawodników, jednak w tamtym okresie byli to wyłącznie uczniowie kaliskich szkół.  Pierwszą drużynę sekcji stanowili: A. Zajdorf, J. Szajnik, J. Roth, M. Alter i B. Synaderka. W tym składzie Makabi przegrywa z ówczesnym mistrzem Polski Hasmoneą Łodź 3:7. Natomiast w Mistrzostwach Kalisza drużyna zajmuje drugie miejsce. W latach 1929–32 rokrocznie zawodnicy Makabi zostają drużynowymi mistrzami Kalisza, również indywidualne zmagania regularnie kończą na najwyższych lokatach. Jednak w 1932 władze szkolne zakazują uczniom należenia do klubów sportowych czego efektem jest zawieszenie sekcji ping-pongowej Makabi Kalisz. Od likwidacji sekcję ratują H. Oppenheim, B. Synaderka i M. Alter, którzy szybko odbudowują sekcje, która dobija do 40 członków. W 1935 roku, za trzecim podejściem, drużyna wygrywa puchar ufundowany przez Express Łódzki. Skład drużyny stanowili: Katz, Boraks, Aronowicz, Margulies i Praszker. Również w 1935 roku drużyna bierze udział w Mistrzostwach Polski Związku Makabi zajmując trzecie miejsce. Lepsze okazały się tylko Hasmonei Warszawa i Makabi Sosnowiec. Ostatni znany skład drużyny (1938 rok) stanowili: Rokman, Boraks, Katz i Aronowicz.

### Sekcja pływacka
Sekcja pływacka Makabi Kalisz została utworzona w 1932 roku. Organizatorami sekcji byli: A. Szeer, Ch. i J. Baum, S. Pinkus i W. Jakubowicz. Początkowo klub nie dysponował miejscem do nauki pływania. Zmieniło się to za sprawą H. Oppenheima, który był orędownikiem budowy przystani, którą ukończono w 1933 roku. Niedługo po budowie przystani z kursów pływackich wrócili Ch. Baum, A. Szeer i L. Krakowski. Liczba członków sekcji pływackiej szybko osiągnęła sto osób. W 1937 roku podczas Mistrzostw Kalisza pływacy Makabi Kalisz zdobywają indywidualnie aż piętnaście pierwszych lokat, co przełożyło się na zwycięstwo w klasyfikacji drużynowej. W 1938 roku drużyna budowała na potrzeby klubu nowy basen pływacki, jednak nie ma informacji, czy został on ukończony przed wojną.